# Mendé
El pueblo mendé es uno de los dos más grandes grupos étnicos en Sierra Leona; sus vecinos, los temne, tienen aproximadamente la misma población. Los mendé y los temne comprenden cada uno de un poco más del 30% de la población total . Los mendé se encuentran predominantemente en la provincia del Sur y en la provincia del Este, mientras que los temne se encuentran principalmente en la provincia del Norte y en el Área Occidental, incluyendo la capital Freetown. Algunas de las mayores ciudades con significativa población mendé incluyen a Bo, Kenema, Kailahun, y Moyamba.
Los mendé pertenecen a un grupo mayor de pueblos Mande que viven a lo largo de África Occidental. Los mendé son mayormente agricultores y cazadores. Durante la guerra civil la Fuerza de Defensa Civil (CDF), un grupo de milicias fundado por el difunto Dr. Alpha Lavalie, él mismo un mendé, para pelear contra los rebeles junto a tropas gubernamentales. Las fuerzas incluían cinco grupos traídos de todos los mayores grupos étnicos en el país: Tamaboros, Hunters, Donso, Kapras, y los Kamajors.
Kamajor es un término mendé para cazador; ellos eran no sólo la facción guerrera dominante sino también la más aterradora entre las milicias CDF encabezadas por el difunto Diputado Ministro de Defensa, Jefe Hinga Norman. A la fecha, los Kamajors son honrados entre los grupos élite de hombres y mujeres que pelearon para restaurar la democracia en la Sierra Leona moderna.
Los mendés se dividen en Kpa-Mendé, que están predominantemente en el sur - en el distrito Moyamba, los Golah-Mendé, del bosque Gola entre los distritos Kenema y Pujehun hacia Liberia - un punto destacado de la reserva nacional, los Sewa-Mendé, quienes se establecieron a lo largo del río Sewa, los Vai-Mendé también en Liberia y el distrito Pujehun, Sierra Leona y los Koh-Mendé que son la tribu dominante en el distrito Kailahun con los Kissi (Ngessi) y los Gbandi ambos en Liberia, Sierra Leona, y Guinea.
La sociedad secreta "Poro" es para hombres mientras que la sociedad "Sande" para mujeres ambas inician a los jóvenes en la adultez. Aquellos que se unen a cualquiera de las sociedades masculians o femeninas se les llama: Los halemo son miembros de una hale o sociedad secreta, y kpowa son gente quenunca ha sido iniciada en la hale. Los mendé creen que todo el poder humanístico y científico es legado a través de sociedades secretas.
El idioma mendé se habla ampliamente en Liberia incluso más en áreas algunas vez consideradas parte de Liberia. En el año 1984, el entonces president Samuel Doe amenazó con recapturar la parte de Sierra Leona que fue una vez Liberia. Ambos países tienen tribus mendés, golas, vais, gissis y gbandis pero los mendés son la población dominante.
Nombres mendés son comunes en Liberia incluyendo pueblos que comparten nombres en ambos lados de la frontera; por ejemplo, Guma Mende es una sección popular en Loffa, Liberia y aquellos viviendo a lo largo de las fronteras reclaman doble ciudadanía.
El idioma mendé también se enseña en las escuelas de Sierra Leona y el alfabeto es muy similar al alfabeto latino con algunas añadiduras. Por ejemplo, las letras para la vocales abiertas 'ɔ' y 'ɛ'.
Los mendés hablan el idioma mendé entre ellos, pero su lengua también se habla como lingua franca regional por miembros de grupos étnicos más pequeños sierraleoneses que habitan la misma parte del país. Su lengua es hablada por alrededor del 46% de la población de Sierra Leona.
La política de Sierra Leona ha estado dominada por los mendé, por un lado, y por los temne y sus aliados políticos de mucho tiempo, los limba, por otro lado. Los mendé apoyan al Partido Popular de Sierra Leona (SLPP), mientras que los temnes y los limbas apoyan al partido Congreso de Todo el Pueblo (APC).

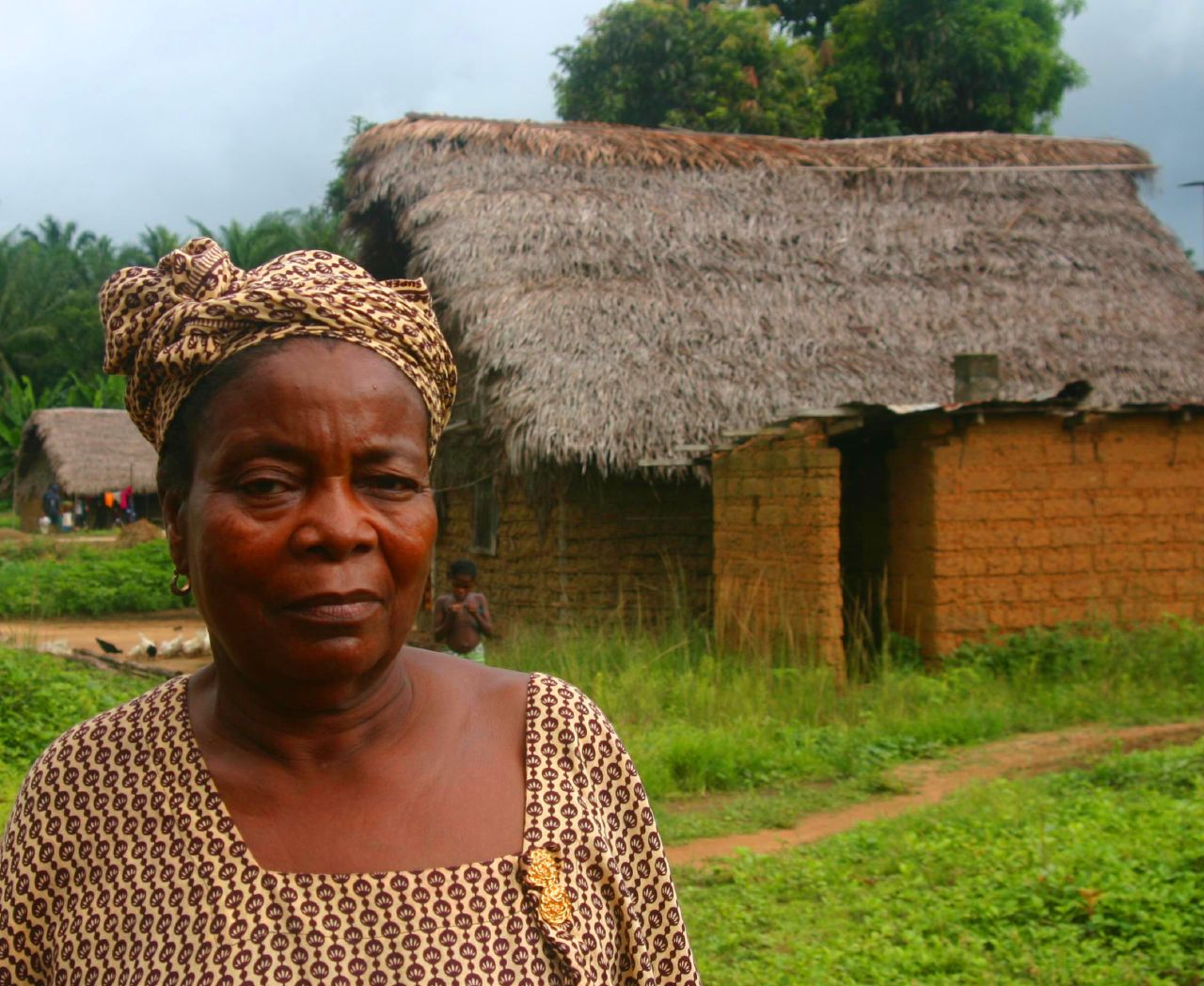
Una mujer mendé en el pueblo de Njama en el distrito de Kailahun.

## Historia
Las guerras regionales durante el siglo XIX llevaron a la captura y venta en esclavitud de muchos hablantes de mendé. Muy notable que se encontraban a bordo de La Amistad en 1839. Eventualmente ganaron su libertad y fueron repatriados. Este evento involucró cincuenta y dos hombres libres mendés, robados por esclavistas portugueses en 1839, que fueron embarcados por pasaje medio a La Habana, Cuba, donde fueron vendidos a los dueños cubanos de plantaciones azucareras, José Ruiz y Pedro Montes.
Luego de trabajar la plantación, fueron ubicados en la goleta Amistad y embarcados a otra plantación cubana. En el camino, escaparon de su cautiverio y fueron liderados a una rebelión por Sengbe Pieh. Le dijeron a la tripulación que los regresara a África. Sus esfuerzos para regresar a casa fueron frustrados por la tripulación restante del barco, quienes navegaron a los Estados Unidos. La nave fue interceptada en la costa de Long Island, Nueva York, por un bergantín de la Guardia Costera. Los mercaderes españoles Ruiz y Montez denunciaron a los mendé y afirmaron que eran de su propiedad. El caso consiguiente, llevado a cabo en Hartford y New Haven, Connecticut, afirmó que los hombres eran libres, y resultó en el regreso de los treinta y seis mendés sobrevivientes a sus hogares.
En América, especialmente en los Estados Unidos, investigadores han descubierto que elementos de cultura africana tuvieron larga persistencia. En algunas áreas donde había grandes grupos de africanos esclavizados, mantuvieron mucho de su patrimonio. En los años 1930 el lingüista afroamericano Lorenzo Dow Turner encontró una familia gullah en el área costera de Georgia que había preservado una antigua canción en la lengua mendé ("A waka"), pasándola durante 200 años. En los años 1990 Tres investigadores modernos -- Joseph Opala, Cynthia Schmidt, y Tazieff Koroma — localizaron una población mendé en Sierra Leona donde la misma canción aún se canta hoy. La historia de esta antigua canción mendé, y su supervivencia tanto en África como en EE. UU., se narra en el film documental The Language You Cry In.

## Tradición y cultura
Los mendé viven tradicionalmente en poblados de 70 a 250 residentes, que están situados de 1,5 a 5 kilómetros de distancia. Hay poca o nula mecanización sobre la mayor parte del país rural mendé. Los granjeros mendé usan azadas y machetes, pero pocas otras herramientas. Los mendé son generalmente conocidos por plantar arroz y varios otros cultivos, practican la rotación de cultivos para proteger la productividad del suelo. Café, cacao, y jengibre se plantan como cultivo comercial, mientras que arroz, pimienta, maní, sésamo, y aceite de palma se cultivan para el consumo local. Se han formado cooperativas de arroz en algunas áreas rurales.
Tradicionalmente, la agricultura mendé se ha llevado a cabo por grupos de labor organizados localmente y que se mueven de una granja a otra (NIIP, 1973). El trabajo se divide por género: los hombres hacen el trabajo pesado de desmontan la tierra para plantar arroz, mientras que las mujeres limpian y muelen arroz, pescado, y desmalezan los cultivos plantados. Esta rutina se sigue durante diez meses cada año, dejando un par de meses alrededor de año nuevo, cuando pueden pasar más tiempo en el poblado dedicándose a tareas domésticas como construir casas.
Los mendé son patrilineales, patrilocales, y polígamos. La unidad familiar se representa por al menos un hombre y tal vez varios de sus hermanos, con todas sus esposas e hijos . Uno o más hermanos y hermanas casadas usualmente se van tarde o temprano y se incorporan a otras unidades residenciales. El hombre mayor tiene la autoridad moral—el derecho al respeto y la obediencia—sobre la familia como un todo, especilmente con respecto a la negociación de deudas, daños, y dotes de novias.

## Sociedades secretas

### Sociedad Poro

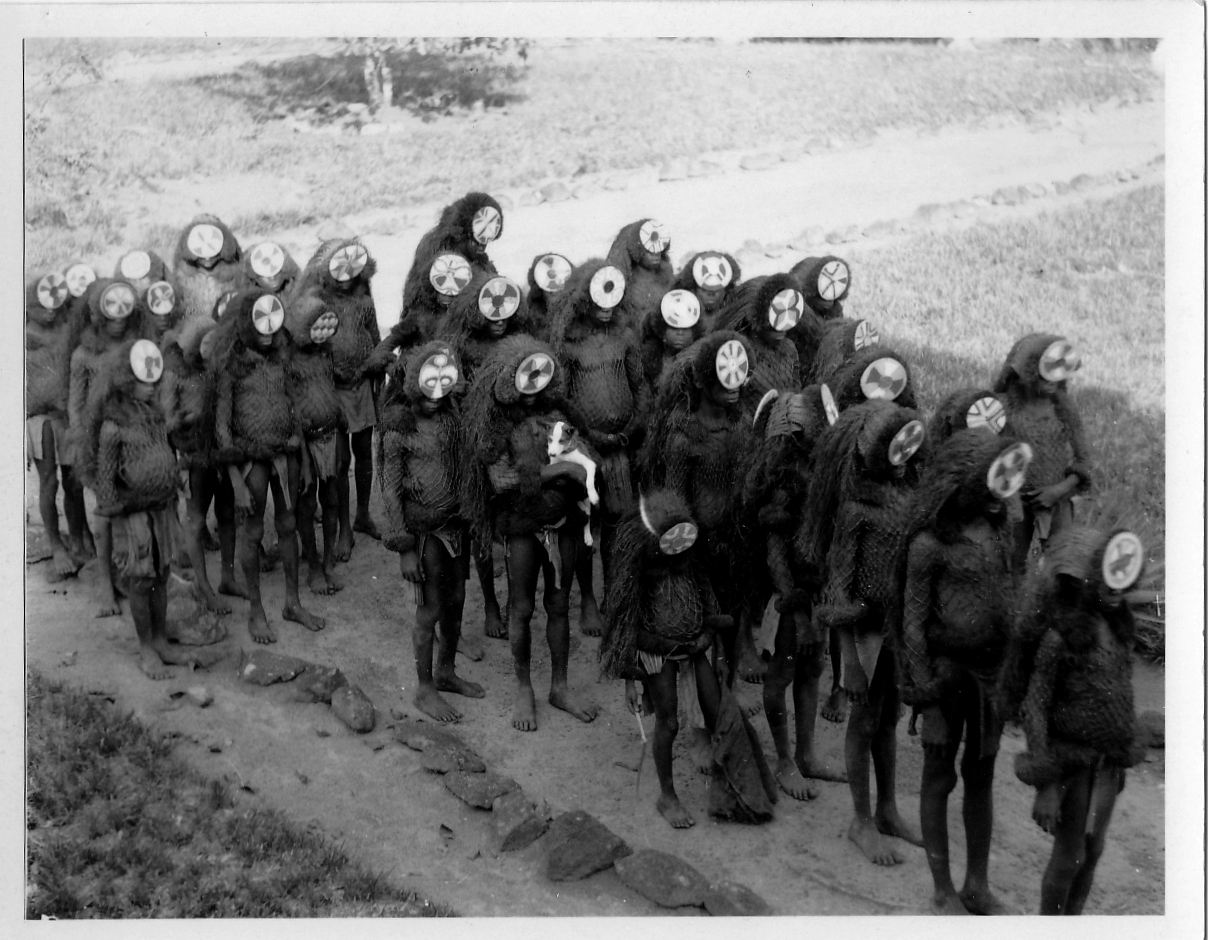
Chicos regresando de su iniciación en el Poro, 1936. Foto de Sjoerd Hofstra

El pecado más grande que un mendé puede cometer es entregar los secretos de su tribu. La sociedad Poro es el equivalente masculino de la sociedad Sande femenina. Cuando son iniciados en esta sociedad, los jóvenes mendé son iniciados en la hombría. Muchos de sus rituales se comparan con los de la sociedad Sande.
El Poro prepara a los hombres para el liderazgo en la comunidad, para que consigan sabiduría, acepten responsabilidad y ganen poder. Comienza con el grado de descubrimiento del chico, seguido un extenso entrenamiento y servicio. Durante el periodo de iniciación de siete años, los jóvenes conversan entre sí usando un lenguaje secreto y contraseñas, que sólo saben otros miembros Poro. El miembro siempre sabe y entiende lo que se está diciendo. Esto es parte del misterio de esta sociedad secreta.
Al comienzo, jóvenes de 20 años son llamados a la sociedad y son entrenados por el grupo por encima de ellos, junto con unos pocos ancianos. Hay mucho trabajo que hacer durante el proceso de iniciación. Bailar en las máscaras es parte del trabajo, pero no el aspecto más importante. Sólo a través del trabajo, la danza de la máscara se vuelve significativa.